# 坎加斯左翼替代

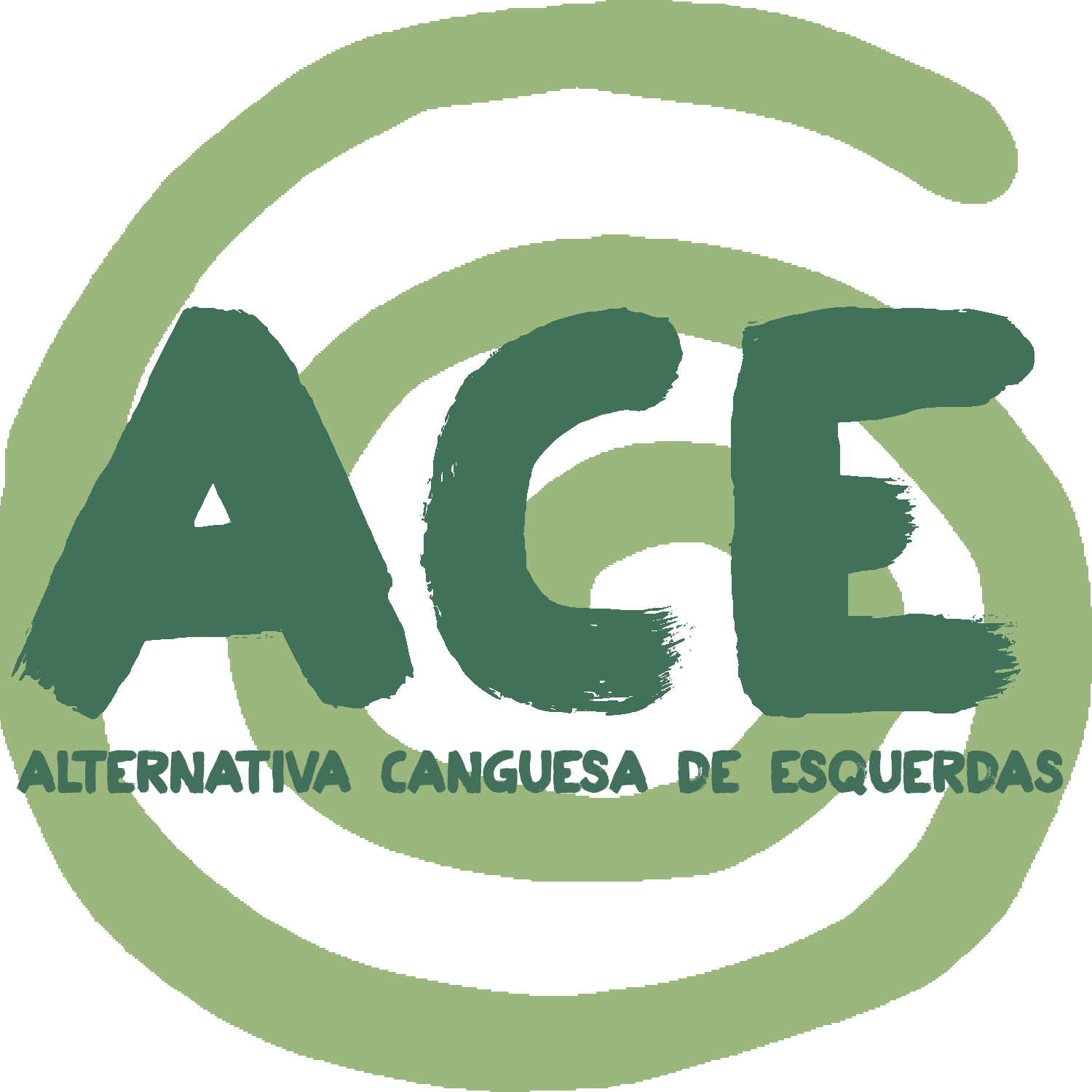
坎加斯左翼替代标志

坎加斯左翼替代（缩写为ACE）是西班牙加利西亚自治区蓬特韦德拉省坎加斯市的一个左翼政党联盟，成立于2007年，由加利西亚人民阵线、联合左翼、加利西亚人民共产党和一些独立人士组成。